# In hoc signo vinces

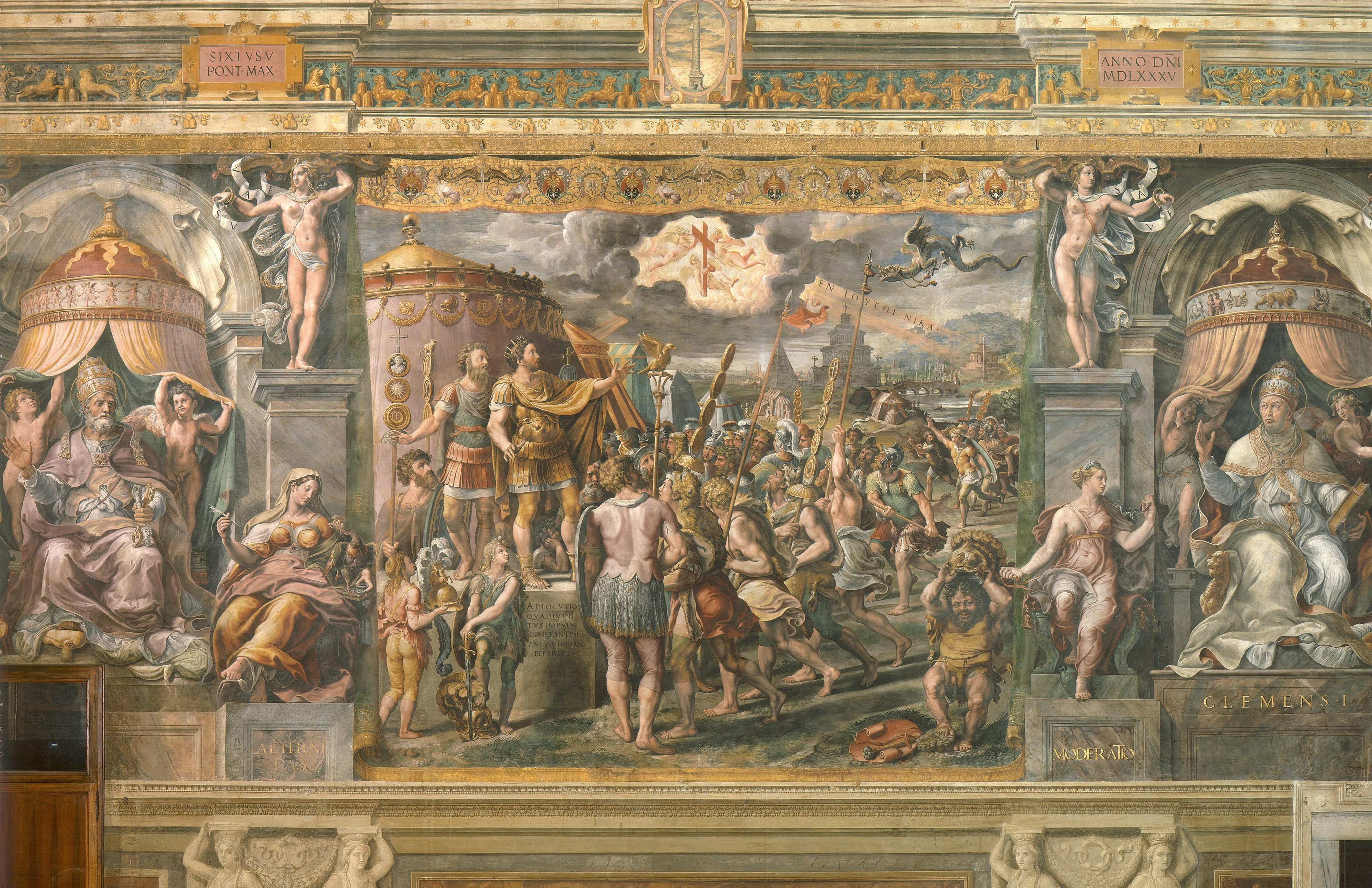
V Konstantinově sále (součást Raffaelových sálů) je k vidění obraz od italského renesančního malíře Raffaela Santiho Vidění kříže, na kterém je zobrazeno Konstantinovo vojsko zírající na zjevený kříž s řeckým nápisem „Ἐν τούτῳ νίκα“

In hoc signo vinces je latinské úsloví, které v překladu do češtiny znamená „V tomto znamení zvítězíš.“ Nomen sacrum IHS je částečně vykládáno jako zkratka pro In hoc signo vinces.
Překlad úsloví z řečtiny v budoucím čase však není zcela přesný. Správně přeloženo by úsloví mělo znít „Skrz toto zvítěz.“

## Původ
Úsloví upomíná na bitvu u Milvijského mostu, svedenou v roce 312 mezi Konstantinem I. Velikým a jeho odvěkým sokem Maxentiem. Podle Eusebia z Kaisareie, biskupa a autora Konstantinova životopisu, údajně Konstantin se svou armádou v poledním slunci spatřil kříž s řeckým nápisem „Ἐν τούτῳ νίκα“ (En toutō nika). Nápisu však Konstantin zcela nerozuměl, proto se mu ve snu zjevil Ježíš Kristus, který mu vysvětlil, že tato slova má použít proti svému nepříteli a že je má používat jako svá obranná a vítězná slova. Eusebios též uvádí, že tehdy prý začal Konstantin používat též labarum (obsahující Kristův monogram) jakožto znak pro svou armádu.

## Odkazy v kultuře

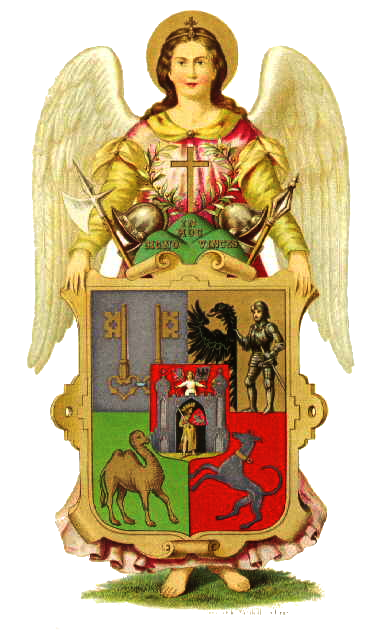
Velký znak města Plzně s úslovním In hoc signo vinces vepsaným na třech zelených pahorcích nad malým znakem.